# Podgornoe (sjö i Antarktis)
Podgornoe är en sjö i Antarktis. Den ligger i Östantarktis. Australien gör anspråk på området. Podgornoe ligger 448 meter över havet.